# Sturmgeschütz III

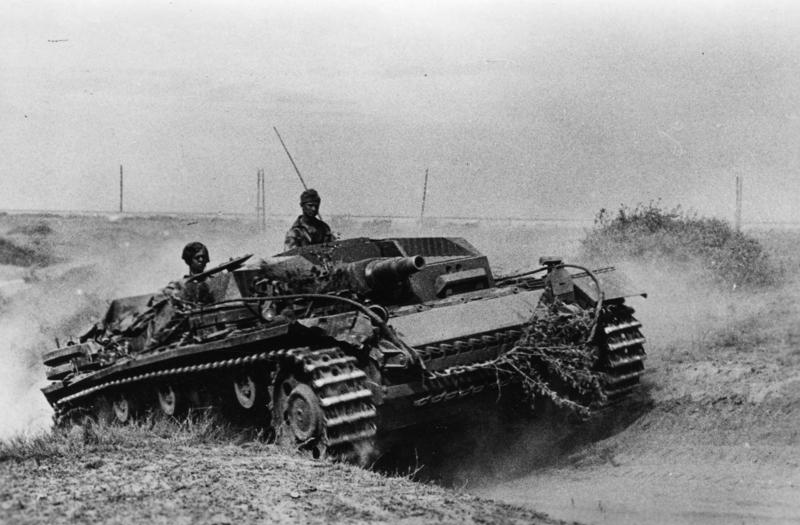
StuG III pod Stalingradem (wrzesień 1942)

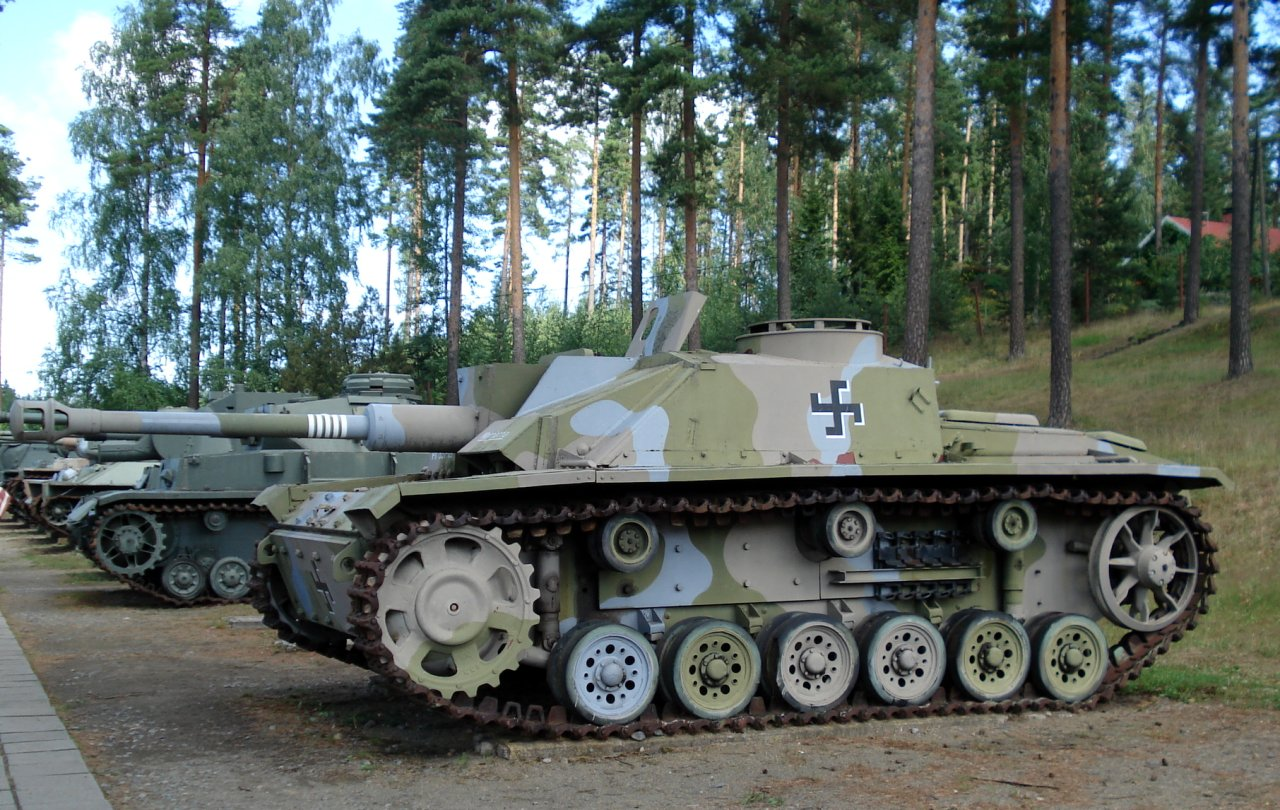
StuG III w Muzeum Czołgów w Parola

Sturmgeschütz III (StuG III) – działo pancerne (czasem kojarzony z niszczycielem czołgów) konstrukcji niemieckiej z okresu II wojny światowej.

## Historia
W 1935 Erich von Manstein w liście do generała Becka przedstawił koncepcję jednostek „artylerii szturmowej” (Sturmartillerie), której głównym zadaniem miałoby być bezpośrednie wsparcie atakujących oddziałów piechoty. Po dopracowaniu szczegółowych wymagań, 15 czerwca 1936 firma Daimler-Benz AG otrzymała rozkaz zaprojektowania opancerzonego pojazdu wsparcia piechoty, uzbrojonego w armatę 75 mm ze swobodą ruchu w płaszczyźnie poziomej przynajmniej 25°. Cały pojazd miał być opancerzony, chroniąc załogę przed bezpośrednim ogniem wroga, a całkowita wysokość pojazdu nie miała przekraczać wysokości przeciętnego mężczyzny.
Daimler-Benz AG zdecydował się użyć do rozwinięcia pojazdu podwozia nowo zaprojektowanego średniego czołgu Panzerkampfwagen III. Pierwszych pięć prototypów powstało w 1937 na podwoziu PzKpfw III Ausf. B. Uzbrojone były w krótkolufową armatę 75 mm Sturmkanone 37 L/24 (o długości lufy 24 kalibrów) i niskiej prędkości wylotowej pocisku. Dopiero po napotkaniu w Rosji czołgów T-34 zdecydowano się na przezbrojenie StuGa III w długolufową armatę zdolną do penetracji pancerza radzieckich czołgów. Od marca 1942 zaczęto używać armaty 75 mm StuK 40 L/43, a jesienią tego roku jeszcze dłuższej jej wersji L/48. Warianty StuGa III wyposażone w te działa były też określane jako StuG 40. Późniejsze modele StuGa III wyposażone były także w karabin maszynowy MG 34 o kalibrze 7,92 mm zamontowany w kadłubie i dodatkowo montowany na dachu pojazdu, który umożliwiał ładowniczemu jego obsługę z wnętrza pojazdu z możliwością ostrzału wokół pojazdu.
Wszystkie pojazdy z serii Sturmgeschütz były bardzo tanie w produkcji w porównaniu ze współczesnymi im czołgami i do końca wojny powstało ponad 10,5 tysiąca egzemplarzy w różnych wersjach.

## Warianty pojazdu
- StuG III Ausf. A (1940, 30 egzemplarzy)

Pierwszy kontrakt dla firmy Daimler-Benz opiewał na 30 StuG-ów, które miały być dostarczone 1 kwietnia 1940 roku. Opóźnienia w produkcji, głównie związane ze skrzynią biegów Maybach SRG 32 8 45, spowodowały, że do końca kwietnia nie zrealizowano całego kontraktu. Dodatkowe Sturmgeschūtze wyprodukowano między czerwcem a wrześniem 1940 roku, wykorzystując nadbudowy StuG-ów Ausf. B zamontowane na podwoziach Panzer III Ausf. G. W związku z wyposażeniem ich w 10-biegową skrzynię biegów Maybach SRG 32 8 45 zostały one także oznaczone jako StuG III Ausf. A. Po raz pierwszy użyty w czasie walk we Francji, Ausf. A używał podwozia czołgu Panzer III Ausf. F i armaty StuK 37 L/24.
- StuG III Ausf. B (1940-41, 320 egzemplarzy)

W odróżnieniu od StuG-ów III Ausf. A, których powstało tylko 30, StuG III Ausf. B wszedł do masowej produkcji. Alkett otrzymał zamówienie na 250 sztuk, które zostały wyprodukowane między czerwcem 1940 a majem 1941 roku. Nową wersję StuGa wyposażono w skrzynię biegów SSG 77 i nowy mechanizm kierowniczy. Gąsienice zostały poszerzone, a w związku z tym zmodyfikowano też niektóre elementy zawieszenia. Kółka podtrzymujące, które w poprzednich modelach były rozmieszczone w równych odstępach od siebie, zmodyfikowano poprzez przesunięcie z obu stron pierwszego kółka do przodu. Uzbrojenie pozostało bez zmian. Pojazdy te rozpoczęły służbę od walk na Bałkanach i ataku na Związek Radziecki.
- StuG III Ausf. C (1941, 50 egzemplarzy)

Głównym słabym punktem poprzednich wersji była szczelina celownika panoramicznego. W wersji „C” postanowiono to naprawić, zastępując celownik panoramiczny peryskopowym. Sturmgeshütz III Ausf. C wszedł do produkcji w zakładach Alkett w kwietniu 1941 roku. Ta seria miała tylko 50 pojazdów i została wykonana do końca tego miesiąca. Konstrukcyjnie, oprócz zmienienia rodzaju peryskopu, zmodyfikowano też amortyzatory hydrauliczne pierwszego i ostatniego koła jezdnego po obu stronach.
- StuG III Ausf. D (1941, 150 egzemplarzy)

Linie produkcyjne Alketta nie pozostały długo bezczynne. W maju rozpoczęto produkcję wersji Ausf. D. Zewnętrznie nie do odróżnienia od wersji Ausf. C, Ausf. D miał lepiej utwardzony powierzchniowo przedni pancerz, co było konieczne, ponieważ działa ppanc. i czołgi przeciwnika stawały się skuteczniejsze. Wniosek konstrukcyjny: drobne poprawki w porównaniu z wersją „C”. Trzy pojazdy po wyposażeniu w wydajniejsze filtry powietrza i ulepszony układ chłodzenia wysłano do Afryki Północnej, gdzie walczyły w składzie Sonderverband 288.
- StuG III Ausf. E (1941-42, 284 egzemplarze)

Zachęcony powodzeniem poprzednich wersji StuGów Waffenamt zamówił 500 sztuk ulepszonej wersji Ausf. E. Pojazdy te różniły się od wersji „C” i „D” tylko kształtem nadbudówki. Inaczej wyprofilowano boki nadbudowy kadłuba. Dodano karabin maszynowy MG34 oraz miejsce na drugą radiostację (dodano wnękę na prawym boku kadłuba). Oprócz tego wydłużono wnękę po lewej stronie. Zainstalowano też stelaż na amunicję. Alkett produkował te pojazdy od września 1941 do lutego 1942 roku. Po wyprodukowaniu 284 sztuk wprowadzono wersję Ausf F.
- StuG 40 Ausf. F (1942, 359 egzemplarzy)

Prototyp tej wersji bazował na wersji Ausf. E. Jednak była to wersja z długolufową armatą 75 mm StuK 40 L/43. Nowa armata była połączeniem komory zamkowej Kruppa i lufy działa PaK 40 L/46 produkcji Rheinmetall. Jednakże już po zainstalowaniu w 120 pojazdach zrezygnowano z niej na rzecz działa z jeszcze dłuższą lufą – 7,5 cm StuK 40 L/48. Broń tego drugiego typu była montowana aż do końca serii produkcyjnej Ausf. F. Produkcję wersji „F” rozpoczęto w zakładach Alkett na początku 1942 roku, ale we wrześniu tego samego roku przerwano ją na rzecz wersji Ausf. F/8. Począwszy od tego modelu, StuG zaczął przejmować rolę niszczyciela czołgów.
- StuG 40 Ausf. F/8 (1942, 334 egzemplarze)

Zmiana oznaczenia wersji Sturmgeschützów z Ausf. F na Ausf. F/8 była związana z wykorzystywaniem w produkcji ulepszonych podwozi czołgu Panzer III Ausf. L (8. serii produkcyjnej – 8/ZW). Ulepszenia dotyczyły zaczepów holowniczych, pogrubienia tylnego pancerza do 50 mm, skrócenia przednich błotników i powiększenia tylnych żaluzji poprawiających chłodzenie silnika. Ta wersja używała armaty z lufą L/48. W toku produkcji dokonywano kolejnych modyfikacji. Polegały one na m.in.: wprowadzeniu przykręcanego, zamiast spawanego, dodatkowego opancerzenia kadłuba z przodu o grubości 30 mm oraz zmodyfikowanie włazów inspekcyjnych na przednim, górnym pancerzu kadłuba. Niektóre z 250 StuGów Ausf. F/8 wyposażono w odchylaną na zawiasach osłonę dla ładowniczego, obsługującego karabin maszynowy umieszczony na nadbudówce przed jego włazem. Sam karabin przewożono w środku pojazdu. Produkcję tej wersji zakończono w grudniu 1942 roku.
- StuG 40 Ausf. G (1942-45, 7893 egzemplarze)

Ostateczna i najliczniejsza wersja StuGa. Część z nich używała podwozia Panzer III Ausf. M wyprodukowanych przez MAN. Ostatecznie jednak ta firma wyprodukowała tylko podwozia. Z wyjątkiem tych nielicznych StuGów na podwoziu Panzer III Ausf. M, StuGi „G” były oparte na tym samym podwoziu co poprzednia wersja. Jednakże w nadbudowie wprowadzono znaczne udoskonalenia. Najbardziej zwracają uwagę nowa wieżyczka obserwacyjna dowódcy z peryskopami i pochyłe boki nadbudowy – cecha przypominające pierwsze Sturmgeschütze. Inne wprowadzone zmiany: podniesienie centralnej części dachu, pionowa ściana przedziału bojowego z tyłu i przeniesienie tamże wentylatora. W czasie produkcji trwającej prawie do końca wojny wprowadzono kolejne zmiany. Zastąpiono spawaną osłonę jarzma działa odlewaną, zlikwidowano boczny i przedni wizjer kierowcy. Od 1944 produkowana z dwoma karabinami maszynowymi. Później montowano także zmodyfikowane stanowisko karabinu maszynowego na dachu przedziału bojowego. Ładowniczy mógł dzięki temu prowadzić ostrzał z wnętrza pojazdu we wszystkie strony. Wprowadzono też mnóstwo drobnych ulepszeń. Alkett rozpoczął produkcję tej serii w grudniu 1942. W lutym 1943 do produkcji przyłączył się Mühlenbau-Industrie AG. Zmontowano ponad 7800 StuGów Ausf. G i dodatkowo przerobiono na StuGi ponad 300 różnych wersji podwozi czołgu Panzerkampfwagen III.
Wyprodukowano także krótką serię, 20 sztuk, z podwoziem Panzer III, ale z systemem kół Panzer IV. Miało to ułatwić naprawę tych pojazdów w warunkach polowych, ale w praktyce pomysł okazał się nieudany i zaniechano produkcji tej wersji.
Radzieckie działo samobieżne SU-76I w swojej konstrukcji bazowało na zdobycznych StuGach III i PzKpfw III. Na ich podwoziu montowano armatę ZiS-3 76,2 mm, w latach 1942-43 w Kirowsku wyprodukowano około 200 pojazdów tego typu.

## Służba
Działa pancerne StuG III znajdowały się na wyposażeniu wyodrębnionych jednostek artylerii szturmowej. Były to początkowo bataliony, a później brygady dział szturmowych. Miały je także oddziały wsparcia w związkach pancernych. Niejednokrotnie służyły do łatania „dziur” w ich uzbrojeniu. Z powodu braku czołgów, zwłaszcza pod koniec wojny, niektóre oddziały pancerne przezbrajano w te działa.  
Armia Finlandii zmodyfikowała swoje Stugi dodając trzy drewniane bale po bokach nadbudówki, zostały zamontowane gąsiennicę na dolnej części przedniego kadłuba a oryginalny niemiecki MG 34 został zastąpiony radzieckim czołgowym karabinem maszynowym o kalibrze 7,62 mm jako bardziej niezawodnym. Po drugiej wojnie światowej StuG III jeszcze przez wiele lat był używany w Finlandii – skąd pochodzi większość zachowanych do dziś dział szturmowych.
Kilkanaście wyremontowanych rumuńskich StuG III zostało sprzedanych do Egiptu i Syrii. Wzięły one udział w kryzysie sueskim w 1956 i wojnie sześciodniowej 1967.